# Méthode de descente infinie
La méthode de descente infinie ou méthode de descente infinie de Fermat est un argument mathématique voisin du raisonnement par récurrence, mais aussi du raisonnement par l'absurde, qui utilise le fait qu'une suite d'entiers naturels strictement décroissante est nécessairement finie. Cette méthode repose sur l'une des propriétés des entiers naturels : « tout ensemble (de cardinal fini ou infini) non vide d'entiers naturels possède un plus petit élément. »

## Principe
Soit P(n) une propriété faisant intervenir un entier naturel n. On cherche à démontrer que P(n) est fausse pour tout n. Pour cela, on raisonne par l'absurde. On suppose donc que pour un certain entier n, P(n) est vraie. On démontre par ailleurs que pour chaque entier naturel n pour lequel P(n) est vraie, il existe un entier naturel m strictement inférieur à n pour lequel P(m) est également vraie. On peut conclure que P(n) n'est jamais vraie, car la suite des entiers naturels vérifiant la propriété P ne peut pas être strictement décroissante et infinie. 
Cette méthode sert essentiellement à démontrer qu'il n'existe pas de nombre entier répondant à une certaine propriété, en construisant une nouvelle solution entière strictement plus petite que la précédente (en un sens à préciser dans chaque cas). Si une supposition induit la possibilité de l'existence d'une suite infinie et strictement décroissante d'entiers naturels, alors cette supposition est fausse : en effet on construirait ainsi un entier qui serait plus petit que le plus petit des entiers répondant au problème posé.

## Exemples
- Proposons-nous de démontrer l'irrationalité de la racine carrée de 2, sans utiliser de théorèmes relatifs à la décomposition des nombres en facteurs.
Si la racine de 2 était un nombre rationnel, il existerait deux entiers naturels non nuls p et q tels que {\displaystyle {\frac {p^{2}}{q^{2}}}=2}, soit p2 – 2q2 = 0.    (1)
On vérifie immédiatement qu'alors, q < p < 2q. Posons p' = 2q – p et q' = p – q ; en particulier, p' et q' sont strictement positifs. Il vient p' 2 – 2q' 2 = 2q2 – p2 = 0. Mais q' = q – (2q – p) < q.
Ainsi de suite, on pourrait créer une suite infinie q, q', ... strictement décroissante d'entiers strictement positifs vérifiant (1). C’est absurde ; donc il n'existe pas d'entiers naturels non nuls p et q tels que p2 – 2q2 = 0, prouvant par là l'irrationalité de la racine carrée de 2[1].
- Euler montre[2] qu'un carré ne saurait se décomposer en somme de deux bicarrés, autrement dit qu'il n'existe pas d'entiers strictement positifs a, b, c tels que a4 + b4 = c2, en construisant, à partir d'une hypothétique solution (a, b, c), une autre solution (x, y, z) telle que z < c. La descente infinie lui permet alors de conclure.
- La méthode de descente infinie peut aussi être utilisée avec des nombres rationnels, celle-ci s'effectuant souvent sur le dénominateur, ou bien sur le maximum du numérateur et du dénominateur[3]. Ainsi une telle méthode peut être utilisée pour montrer qu'un cercle d'équation {\displaystyle x^{2}+y^{2}=N}, avec {\displaystyle N} un entier, passe par un point de coordonnées {\displaystyle (x,y)} avec {\displaystyle x,y} des nombres rationnels si, et seulement si, il passe par un point {\displaystyle (n,m)} avec {\displaystyle n,m} des nombres entiers[4]. Le raisonnement se fait par l'absurde en supposant qu'il existe des points du cercle de coordonnées rationnelles et pas de point de coordonnées entières. En partant d'un point du cercle de coordonnées rationnelles {\displaystyle \left({\frac {p}{r}},{\frac {q}{r}}\right)}, on choisit un point de coordonnées entières dont la distance à ce point soit inférieure à 1. On trace une droite joignant ces deux points et l'on calcule les coordonnées {\displaystyle \left({\frac {p'}{r'}},{\frac {q'}{r'}}\right)} de l'autre point d'intersection de cette droite avec le cercle. Le fait que les deux points initiaux soient distants de moins de 1 permet de prouver que le dénominateur de ce nouveau point est un entier {\displaystyle r'<r}. Cela créerait alors une descente infinie d'entiers naturels[5].

## Formulation moderne
La méthode de descente infinie, exposée ci-dessus, est généralement présentée sous une autre forme dans les mathématiques modernes ; plutôt que de montrer l'absurdité d'une assertion portant sur un entier strictement positif n, en prouvant qu'elle impliquerait une assertion similaire portant sur un entier strictement positif plus petit m et ainsi de suite, on préfère considérer a priori le plus petit entier strictement positif m vérifiant cette assertion (en supposant qu’il en existe); on se sert alors exactement du même argument de descente que dans l'argument précédent pour montrer que cela impliquerait l’existence d’un entier strictement compris entre 0 et m  vérifiant une assertion similaire, ce qui contredit la minimalité de m. 
Par exemple, reprenons la démonstration de l'irrationalité de √2 dans la section « Exemples » ci-dessus.
S'il existait deux entiers strictement positifs p et q tels que p2 – 2q2 = 0, alors parmi tous les couples de tels nombres, il en existerait un tel que q soit minimal.
Le reste de la démonstration est un coupé-collé de la démonstration exposée précédemment : on vérifie immédiatement qu'alors, 2q > p > q.
Posons p' = 2q – p et q' = p – q ; en particulier, p' et q' sont strictement positifs. Il vient p' 2 – 2q' 2 = 2q2 – p2 = 0. Mais q' = q – (2q – p) < q.
On a donc un nouveau couple (p', q') solution de l'équation, avec 0 < q' < q, en contradiction avec la minimalité de q.
On voit par là que les deux formulations sont équivalentes. 
Sous cette forme, la méthode de descente infinie entre dans la démonstration de nombreux théorèmes d'algèbre, de théorie des graphes, de théorie des nombres, etc. 
Bien plus, elle se généralise à d’autres ensembles que les entiers, et fournit une méthode dite de descente transfinie, qui s’applique à tout ensemble muni d'un bon ordre, c'est-à-dire d'une relation d'ordre telle que tout sous-ensemble non vide possède un plus petit élément pour cet ordre (par exemple, l'ordre usuel dans l'ensemble des entiers positifs est un bon ordre). La démonstration par descente transfinie consiste alors à démontrer que si on disposait d’un contre-exemple pour une certaine propriété, on pourrait construire un contre-exemple plus petit (pour le bon ordre),  ce qui est absurde, car alors l’ensemble des contre-exemples n’aurait pas de plus petit élément ; la propriété est donc toujours vraie. 
Enfin, le principe de récurrence simple (ou celui, en apparence plus fort, de récurrence cumulative) est équivalent au principe de descente infinie (c'est-à-dire au fait que l'ordre usuel des entiers naturels est un bon ordre), joint au fait que tout entier naturel non nul est un « successeur » (de la forme n + 1) : voir le § « bon ordre » de l'article sur le raisonnement par récurrence.

## Histoire
Cette méthode apparaît dans les Éléments d'Euclide ; par exemple dans la preuve de la Proposition 31 du Livre 7, qui établit l'existence d'un diviseur premier de chaque nombre composé. Campanus l'utilise en 1260 pour démontrer l'irrationalité du nombre d'or,. C'est plus tard Pierre de Fermat qui la formule explicitement et en fait un instrument important dans son programme pour la théorie des nombres entiers ; elle apparaît en particulier dans la preuve de son théorème sur les triangles rectangles, preuve qui constitue son Observation 45 sur les Arithmétiques de Diophante et qui a été publiée pour la première fois en 1670, dans l'édition posthume de ces observations qu'en fit son fils Samuel de Fermat. Ce théorème permet la démonstration du cas particulier n = 4 du dernier théorème de Fermat. Frénicle de Bessy se sert aussi de la méthode de descente infinie, d'après Fermat, dans son Traité des triangles rectangles en nombres, édité en 1676. Elle a été aussi utilisée par Euler pour établir la démonstration du théorème des deux carrés de Fermat, et dans de nombreuses recherches de théorie des nombres. Une variante a été mise en particulier en œuvre pour démontrer le théorème de Mordell-Weil selon lequel la structure des points à coordonnées rationnelles (ou plus généralement à coordonnées dans un corps de nombres) sur une courbe elliptique est un groupe abélien de type fini.